# Boklotteriets stipendiater 1955
Boklotteriet startade 1948 på initiativ av författaren Carl-Emil Englund. Överskottet för Boklotteriet 1954 blev cirka 240 000 kronor. Antalet lotter för Boklotteriet 1954 var 450 000. På våren 1954 var det dags att utse stipendiater.
Följande författare belönades med stipendier våren 1955:
5 000 kronor
- Gustav Hedenvind-Eriksson
- Ivan Oljelund
- Sven Rosendahl
- Peder Sjögren

2 000 kronor
- Maj-Britt Eriksson
- Ann Margret Dahlquist-Ljungberg
- Harald Forss
- Annalisa Forssberger
- Johannes Gillby
- Hans Hergin
- Harriet Hjorth
- Einar Malm
- Ruben Nilson
- Peter Nisser
- Bo Setterlind
- Willy Walfridsson

1 500 kronor
- A. Gunnar Bergman
- Helmer Grundström
- Folke Isaksson
- Kjell Hjern
- Boijan J:son Liljesson
- Aksel Lindström
- Gunnar Lobråten
- Karin Lyberg
- Ann Marwig-Rubin
- Henry Peter Matthis
- Sigvard Mårtensson
- Karl Rune Nordkvist
- Georg Stenmark
- Bo Widerberg
- Axel Österberg

Kritikernas stipendium till författare
- Jan Berg 2 000 kronor

Författarnas stipendium till kritiker
- Allan Fagerström 2 000 kronor

Översättarstipendium
- Nelly Sachs 2 000 kronor
- Elsa Thulin 2 000 kronor

Specialstipendium
- Oscar Rydqvist 5 000 kronor

Journaliststipendier
- Alvar Alsterdal   1 500 kronor
- Lasse Bergström   1 500 kronor

Stipendier till författare av barn- och ungdomslitteratur
2 000 kronor
- Birgitta Bohman
- Elsa Nyblom
- Gustav Sandgren

Stipendium från Arbetarnas bildningsförbund som erhållit medel från Boklotteriet 1955
2 500 kronor vardera till
- Svante Foerster
- Olof Hallsten

Stipendier från Landsbygdens stipendienämnd som erhållit medel från Boklotteriet
- Sven Edvin Salje 4 000 kronor
- Märta Leijon  2 000 kronor
- A.K. Hallgard  2 000 kronor
- Ingvar Wahlén  2 000 kronor

Stipendier från tidningen VI som erhållit medel från Boklotteriet på 2 000 kronor vardera till
- Lennart Hellsing
- Martin Nilsson
- Örjan Lindberger
- Björn von Rosen
- Vilgot Sjöman

Stipendium från FIB:s lyrikklubb som erhållit medel från Boklotteriet
- Werner Aspenström  5 000 kronor

Boklotteriets stora pris sedermera Litteraturfrämjandets stora pris på 25 000 kronor
- Harry Martinson

Boklotteriets stipendiater för övriga år finns angivna i
- 1949 Boklotteriets stipendiater 1949
- 1950 Boklotteriets stipendiater 1950
- 1951 Boklotteriets stipendiater 1951
- 1952 Boklotteriets stipendiater 1952
- 1953 Boklotteriets stipendiater 1953
- 1954 Boklotteriets stipendiater 1954
- 1955 Boklotteriets stipendiater 1955
- 1956 Boklotteriets stipendiater 1956
- 1957 Boklotteriets stipendiater 1957
- 1958 Boklotteriets stipendiater 1958
- 1959 Boklotteriets stipendiater 1959
- 1960 Boklotteriets stipendiater 1960
- 1961 Boklotteriets stipendiater 1961
- 1962 Boklotteriets stipendiater 1962
- 1963 Boklotteriets stipendiater 1963
- 1964 Boklotteriets stipendiater 1964
- 1965 Litteraturfrämjandets stipendiater 1965
- 1966 Litteraturfrämjandets stipendiater 1966
- 1967 Litteraturfrämjandets stipendiater 1967
- 1968 Litteraturfrämjandets stipendiater 1968
- 1969 Litteraturfrämjandets stipendiater 1969
- 1970 Litteraturfrämjandets stipendiater 1970
- 1971 Litteraturfrämjandets stipendiater 1971
- 1972 Litteraturfrämjandets stipendiater 1972